# Loch Thobhta Bridein
Loch Thobhta Bridein, auch Loch Thotta Bhridein ist ein Süßwassersee auf der schottischen Hebrideninsel Lewis and Harris in der Council Area Äußere Hebriden beziehungsweise in der traditionellen Grafschaft Ross-shire.

## Beschreibung
Der See liegt im Osten von Lewis, dem Nordteil der Doppelinsel. Die nächstgelegenen Ortschaften sind das zwei Kilometer südöstlich gelegene Leurbost und Achmore drei Kilometer nordwestlich. Vor dem Westufer des Loch Thobhta Bridein erhebt sich der 107 Meter hohe Oidraval, vor dem Südostufer der 104 Meter hohe Nisreaval. Der Loch Thobhta Bridein liegt auf einer Höhe von 46 Metern über dem Meeresspiegel. In einer äußerst dünn besiedelten Region gelegen, sind seine Ufer unbesiedelt. Entlang seines Nordostufers verläuft die Verbindungsstraße zwischen der A859 in Leurbost und der A858 in Achmore.
Der Loch Thobhta Bridein weist eine maximale Länge von 0,97 Kilometern bei einer maximalen Breite von 0,58 Kilometern auf, woraus sich eine Seefläche von 30 Hektar und ein Umfang von drei Kilometern ergeben. Die mittlere Tiefe des Loch Thobhta Bridein beträgt 5,3 Meter, woraus ein Volumen von 1.585.727 Kubikmetern resultiert. Sein Einzugsgebiet umfasst 168 Hektar und besteht zu etwa 68 % aus Moorlandschaft und zu 14 % aus Grasland, während Grundwasser 18 % des Zuflusses ausmacht. Das Einzugsgebiet erstreckt sich im Wesentlichen nach Westen und Nordosten. Der See verfügt über keine benannten Zuflüsse. Vom Südostufer fließt der Bach Abhainn Ghlas ab, der zusammen mit dem Abfluss aus dem Loch Soval am Kopf des Loch Leurbost in die Schottische See entwässert. Der nur 300 Meter südlich gelegene Loch Nisreaval entwässert hingegen über verschiedene Seen in den Loch Erisort.